# Župnija Velenje – Blaženi Anton Martin Slomšek
Župnija Velenje – Blaženi Anton Martin Slomšek je rimskokatoliška teritorialna župnija dekanije Šaleška dolina škofije Celje.
Do 7. aprila 2006, ko je bila ustanovljena škofija Celje, je bila župnija del savinjsko-šaleškega naddekanata škofije Maribor.